# Otto von Verdun
Otto von Verdun († Frühjahr 944) war ein Graf von Verdun sowie ab 940 ein Herzog von Lotharingien. Er war der Sohn des 923 ermordeten Grafen Richwin von Verdun, dem er vermutlich auch in Verdun nachfolgen konnte, wenngleich er nie mit dem Titel eines Grafen genannt wurde.
Otto wurde im Jahr 940 von König Otto I. dem Großen mit der Herrschaftsgewalt als Präfekt (praeficiensque regioni Lothariorum) in Lotharingien betraut, nachdem dort der Königsbruder Heinrich abgesetzt worden war. Als rechtmäßigen Herzog von Lotharingien hatte der König den unmündigen Sohn des ehemaligen Herzogs Giselbert, der ebenfalls Heinrich hieß, anerkannt, Otto sollte lediglich für diesen als Vormund regieren.
Otto starb im Frühjahr 944. Offenbar war sein Schützling noch vor ihm gestorben, denn der König setzte nach Ottos Tod sofort Konrad den Roten als Herzog in Lotharingien ein, ohne dass dabei der Sohn des Giselbert berücksichtigt oder erwähnt wurde. In Verdun wurde 949 ein Graf Rudolf genannt.